# حبیب شطی
حبیب شطی (انگلیسی: Habib Chatty; زاده ۹ اوت ۱۹۱۶ – درگذشته ۶ مارس ۱۹۹۱) سیاست‌مدار اهل تونس بود. وی از سال ۱۹۷۹ تا ۱۹۸۴ دبیرکل سازمان همکاری اسلامی بود.
حبیب شطی در ۶ مارس ۱۹۹۱، در سن ۷۴ سالگی در پاریس درگذشت.